# Mihai Marinescu (Politiker)
Mihai Marinescu, Geburtsname Mihai Graur '(* 22. November 1917 in Bârca, Kreis Dolj; † 2000 in Bukarest) war ein rumänischer Politiker der Rumänischen Kommunistischen Partei PMR (Partidul Muncitoresc Român) und ab 1965 PCR (Partidul Comunist Român), der unter anderem zwischen 1969 und 1972 sowie erneut von 1974 bis 1978 Vizepräsident des Ministerrates war.

## Leben
Marinescu begann nach dem Schulbesuch ein Studium an der Fakultät für Elektromechanik der Polytechnischen Instituts von Bukarest, das er 1941 abschloss. Danach war er als Ingenieur für Elektromechanik tätig und wurde 1946 Mitglied der Kommunistischen Partei von Rumänien PCdR (Partidul Comunist din România). Er war zudem Absolvent der Abenduniversität für Marxismus-Leninismus. Am 6. März 1963 wurde er Vizeminister für Metallurgie und Maschinenbau sowie am 1. Februar 1964 Vizeminister für die Maschinenbauindustrie, ehe er vom 18. März 1965 bis zum 13. März 1969 Minister für die Maschinenbauindustrie (Ministrul industriei materialelor de construcții) war. Auf dem Neunten Parteitag der PCR (19. bis 24. Juli 1965) wurde er Mitglied des Zentralkomitees (ZK) der PCR, dem er bis zum Zwölften Parteitag der PCR (19. bis 23. November 1979) angehörte. Am 14. Januar 1968 wurde Marinescu erstmals Mitglied der Großen Nationalversammlung (Marea Adunare Națională) und vertrat dort zunächst den Wahlkreis Nr. 10 Zărnești sowie anschließend von 1975 bis 1980 den Wahlkreis Nr. 5 Săcele.
Am 13. März 1969 übernahm Marinescu erstmals den Posten als Vizepräsident des Ministerrates (Vicepreședinte al Consiliului de Miniștri), den er bis zum 13. Oktober 1972 innehatte. Zugleich fungierte er zwischen dem 23. September 1971 und dem 13. Oktober 1972 als Minister für die technisch-materielle Versorgung und Kontrolle der festen Managementmittel	(Ministrul Aprovizionării Tehnico-Materiale și Controlului Gospodăririi Fondurilor Fixe) und anschließend vom 13. Oktober 1972 bis zum 4. Dezember 1974 als Erster Vizepräsident des Wirtschaftsrates. Am 4. Dezember 1974 wurde er abermals Vizepräsident des Ministerrates und bekleidete dieses Amt nunmehr bis zum 7. März 1978. Daneben hatte er zwischen dem 4. Dezember 1974 und dem 7. März 1978 den Posten als Präsident des Staatlichen Komitees für Planung (Președintele Comitetului de Stat al Planificării) inne. In dieser Funktion war er zwischen dem 18. März 1975 und 7. März 1978 auch Mitglied des Verteidigungsrates der Sozialistischen Republik Rumänien. Zuletzt war er vom 7. März 1978 bis zum 2. März 1983 Erster Vizepräsident des Rates für wirtschaftlich-soziale Organisation.